# Philip Herbert Cowell
Philip Herbert Cowell, FRS, britanski astronom, * 7. avgust 1870, Kalkuta, Indija, † 6. junij 1949, Aldeburgh, grofija, Suffolk, Anglija.

## Življenje in delo
Cowell je študiral na Kolidžu Eton in Kolidžu Trinity v Cambridgeu. Leta 1896 je postal drugi glavni pomočnik na Kraljevem observatoriju Greenwich. Med letoma 1910 in 1930 je bil nadzornik v Navtičnem uradu za almanahe njenega veličanstva (HMNAO).
Raziskoval je na področju nebesne mehanike in še posebej tirov kometov in planetoidov. Skrbno je raziskoval tudi razlike med teorijo in opazovanji Lunine navidezne lege.
5. oktobra 1909 je odkril asteroid 4358 Lynn, 10 kilometrov velik asteroid glavnega asteroidnega pasu in člana družine Evnomija.

## Priznanja
3. maja 1906 je bil izbran za člana Kraljeve družbe iz Londona.

### Nagrade
Kraljeva astronomska družba mu je leta 1911 podelila zlato medaljo.
Leta 1910 sta Cowell in Andrew Crommelin skupaj prejela nagrado Julesa Janssena, najvišjo nagrado Francoskega astronomskega društva (Société astronomique de France).

### Poimenovanja
Po njem se imenuje asteroid glavnega pasu 1898 Cowell.